# Kemlaggi Lor
Kemlaggi Lor is een bestuurslaag in het regentschap Lamongan van de provincie Oost-Java, Indonesië. Kemlaggi Lor telt 2612 inwoners (volkstelling 2010).